# デカンショ祭

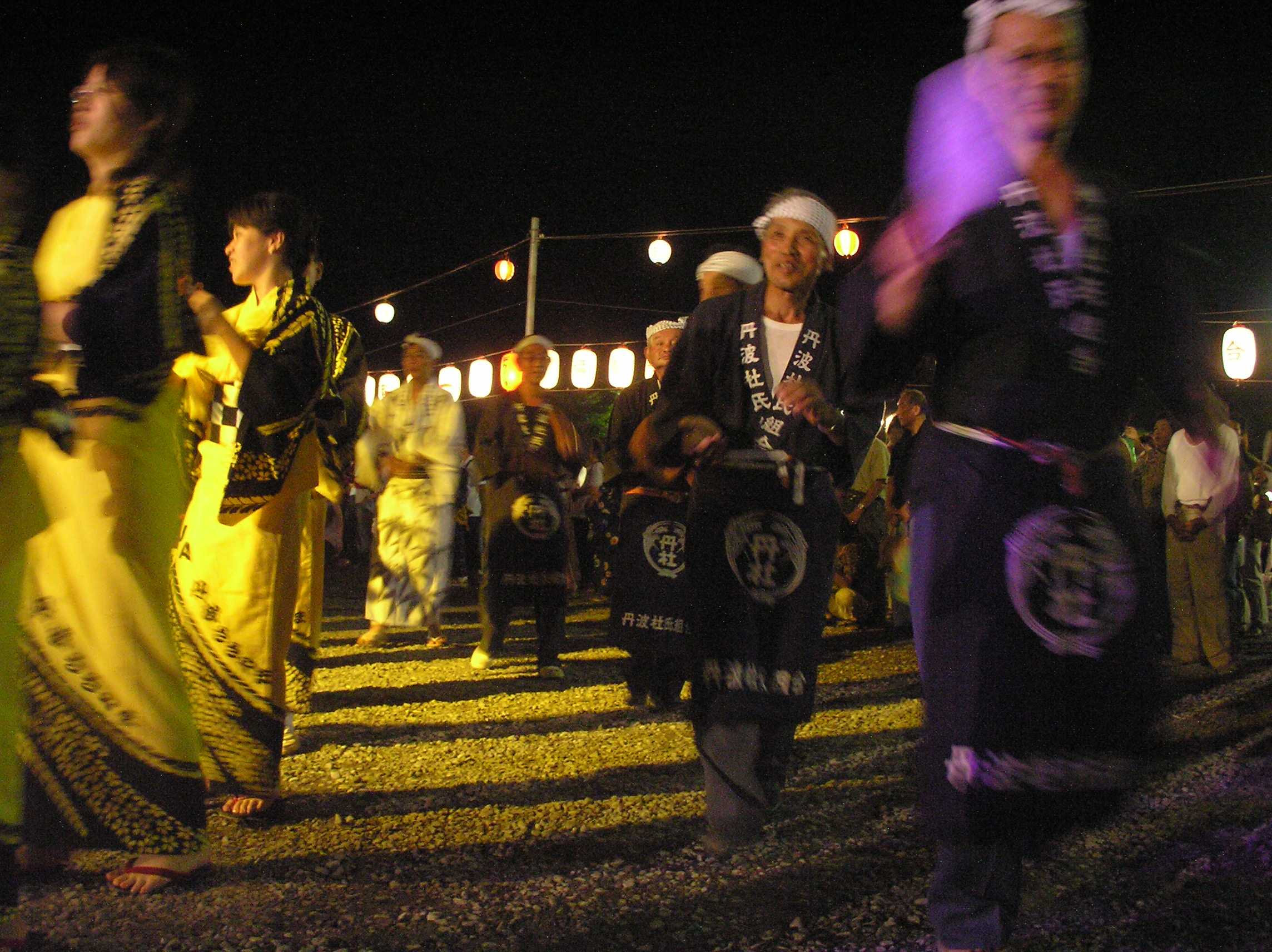
デカンショ祭り

デカンショ祭は兵庫県丹波篠山市で毎年8月に行われる、デカンショ節の総踊りを中心とした祭。

## 概要
昭和27年（1952年）、旧篠山町内で個別におこなわれていた盆踊りを統合した盆踊りイベントとして始めたもの。篠山城三の丸広場で開催される。